# Bílina (Fluss)

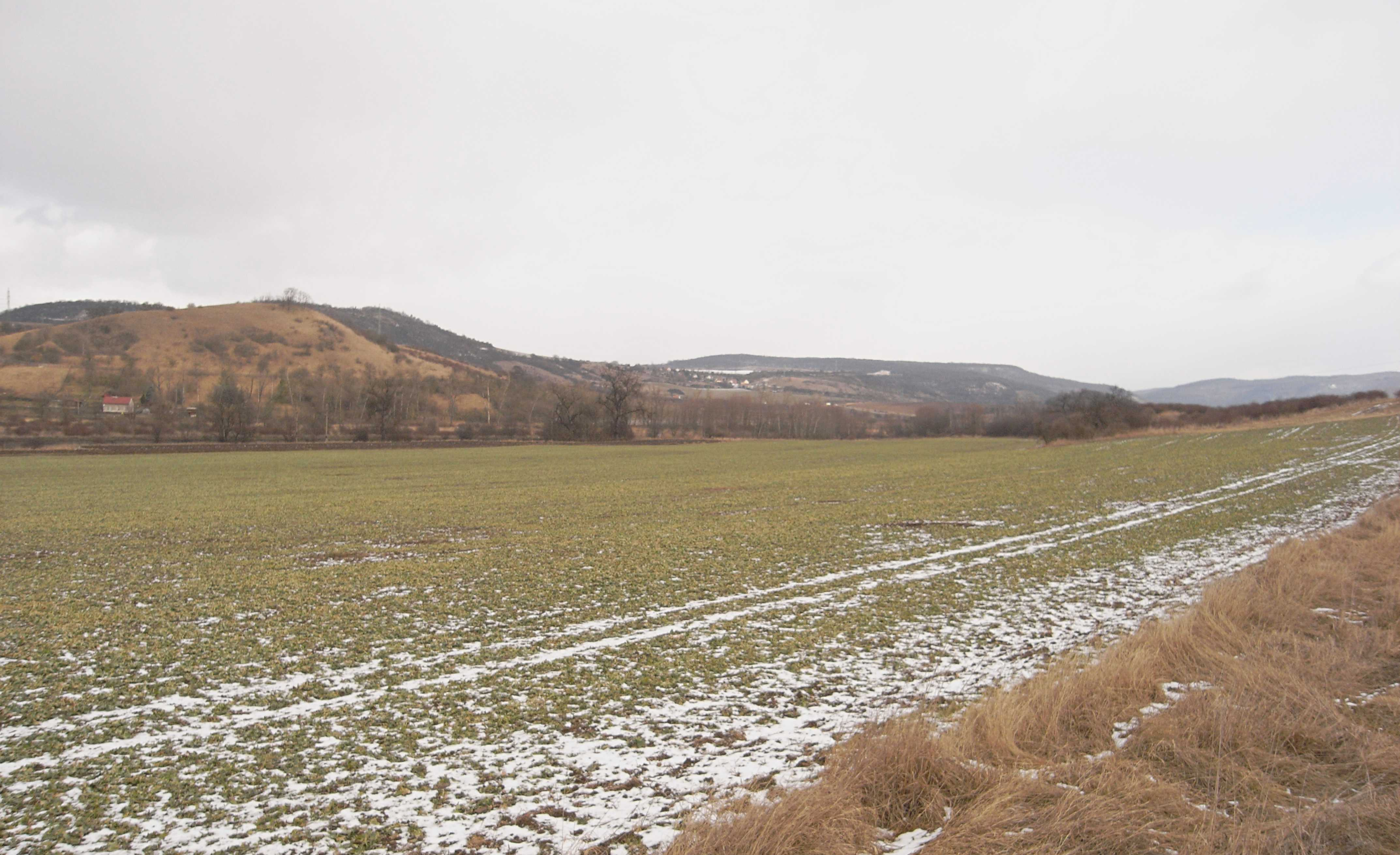
Das Bílinatal zwischen Řehlovice und Rtyně nad Bílinou

Die Bílina (deutsch Biela) ist ein linker Nebenfluss der Elbe in Nordböhmen (Tschechien). Sie entspringt im böhmischen Teil des Erzgebirges zwei Kilometer westlich vom Ort Zákoutí (Bernau) und durchfließt in nordöstlicher Richtung die Städte Jirkov (Görkau), Most (Brüx), Bílina (Bilin) und Trmice (Türmitz), bis sie schließlich nach 49 km in Ústí nad Labem (Aussig) in die Elbe mündet.

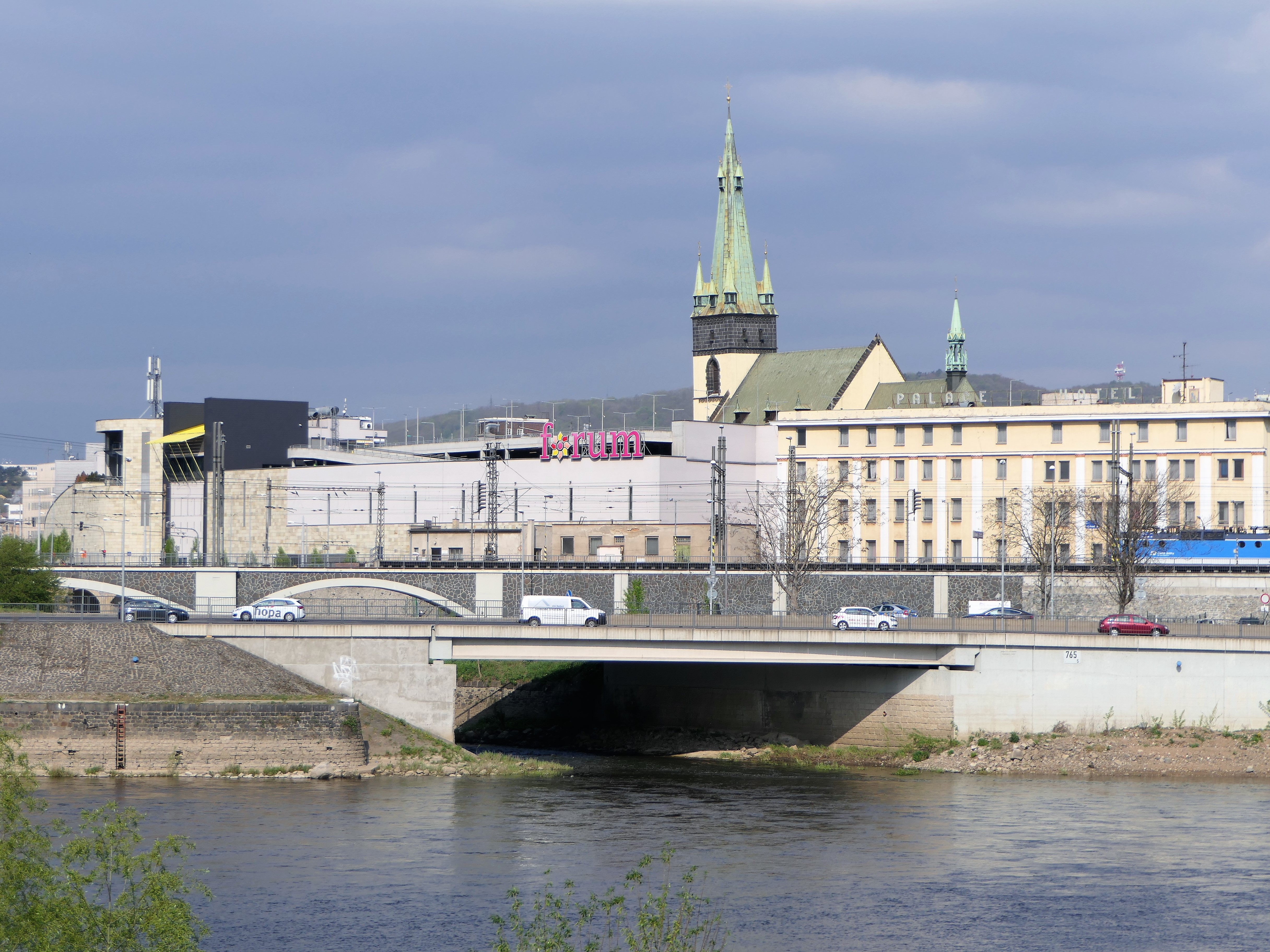
Mündung der Bílina in Usti nad Labem

Der Lauf des Flusses im Nordböhmischen Becken ist infolge des früheren intensiven Braunkohlebergbaues stark verändert. Zwischen Jirkov und Komořany u Mostu ist der Fluss im Zuge des aufgeschütteten Dammes Ervěnický koridor in der Tagebaulandschaft verrohrt. Der Fluss wird in der Talsperre Jirkov und dem Stausee Újezd gestaut.
Entlang des Flusses verlaufen die Bahnstrecken Ústí nad Labem–Chomutov und Trmice–Bílina (Bielatalbahn).